# 卵果红山茶
卵果红山茶（学名：Camellia oviformis）为山茶科山茶属的植物。分布于中国大陆的广西等地，常生于山地，目前尚未由人工引种栽培。